# Light in the Window
Light in the Window (Alternativtitel: Light in the Window: The Art of Vermeer) ist ein US-amerikanischer dokumentarischer Kurzfilm von Jean Oser aus dem Jahr 1952. Der Film wurde mit einem Oscar ausgezeichnet. 

## Inhalt

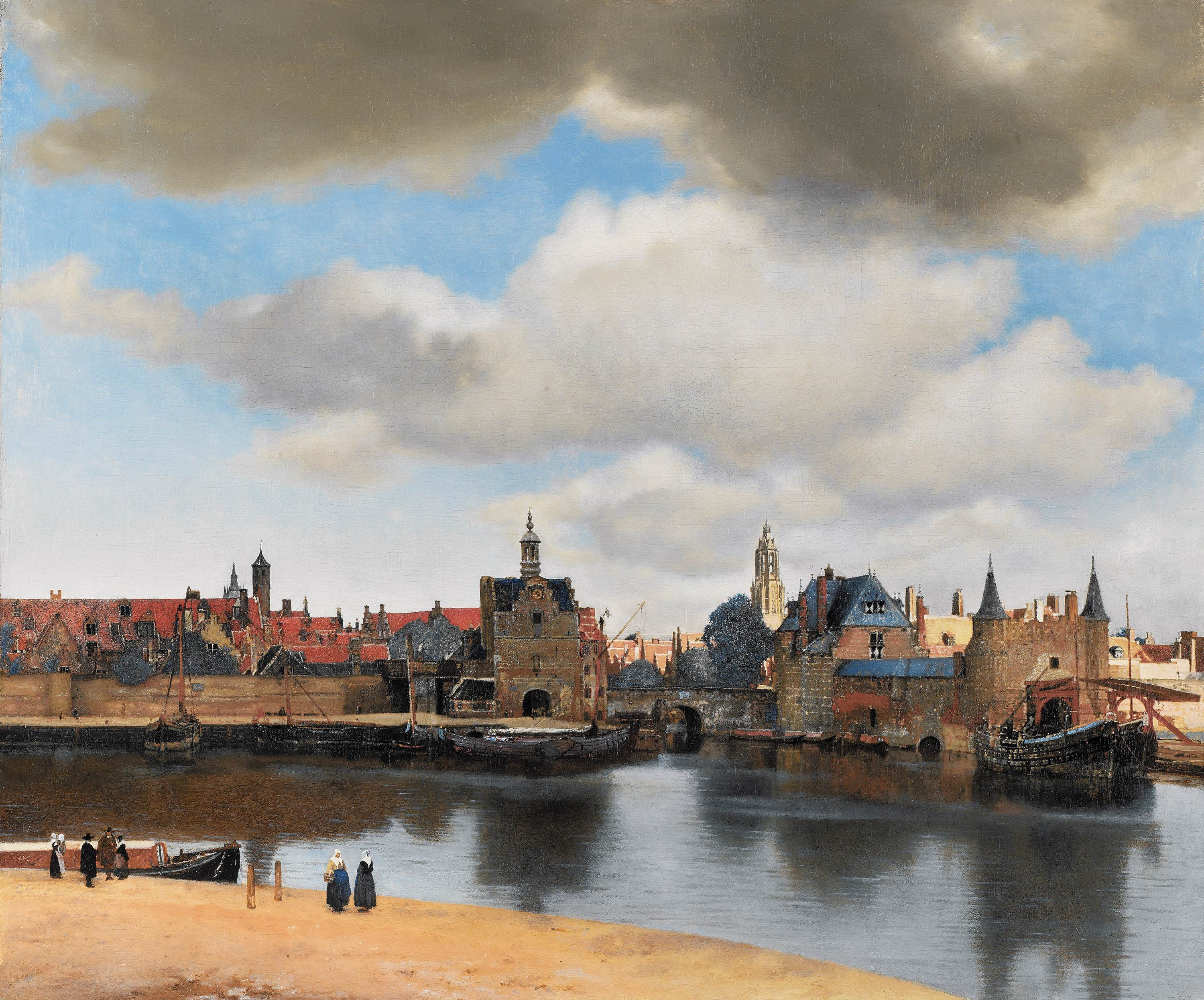
Ansicht von Delft, gemalt 1660/1661 von Jan Vermeer

Der Film beschäftigt sich mit dem Leben und Wirken des Künstlers Jan Vermeer (1632–1675), einem der bekanntesten holländischen Maler des Barock. Besonders in Augenschein genommen werden unter anderem seine Werke Junge Frau mit Wasserkanne am Fenster, Mädchen mit rotem Hut, Der Liebesbrief sowie Ansicht von Delft. Delft, der Geburtsort des Malers, wird gesondert vorgestellt. Die Altstadt mit ihren zahlreichen Sehenswürdigkeiten zeugt von ihrer Vergangenheit als blühende Handelsstadt im Goldenen Zeitalter, der Epoche in der Jan Vermeer dort wirkte.  

## Produktion, Veröffentlichung
Der von Art Film Productions für 20th Century Fox produzierte Film wurde in den USA am 17. September 1952 veröffentlicht.

## Auszeichnung
Boris Vermont wurde als Produzent des Films auf der Oscarverleihung 1953 in der Kategorie „Bester Kurzfilm“ (1 Filmrolle) mit einem Oscar ausgezeichnet.